# Hugo Adriaensens
Hugo Adriaensens (Borgerhout, 18 september 1927 - Willebroek, 30 oktober 2000) was een Belgisch politicus van de Belgische Socialistische Partij (BSP) en later van de SP.

## Biografie
Adriaensens werkte eerst als bediende. In de jaren 1950 werkte hij als bibliothecaris en na een opleiding aan de Arbeidershogeschool werd hij maatschappelijk assistent.
Adriaensens ging in de gemeentepolitiek in Willebroek. In 1959 zetelde hij in de Commissie van Openbare Onderstand. Hij verliet dit mandaat in 1961 en ging daarna tot in 1965 werken op het kabinet van minister Antoon Spinoy. Ook was hij van 1960 tot 1962 voorzitter van de JongSocialisten.
In 1964 werd hij voor de BSP verkozen tot gemeenteraadslid van Willebroek. In 1971 werd hij schepen, wat hij bleef tot in 1978, toen hij burgemeester van Willebroek werd, een ambt dat hij uitoefende tot in 1991. 
In 1965 werd hij provincieraadslid van Antwerpen. Hij bleef dit tot in 1970, toen hij lid van de Kamer van volksvertegenwoordigers werd voor het arrondissement Mechelen. In 1977 stapte hij over naar de Senaat. Van 1977 tot 1985 was hij provinciaal senator en van 1985 tot 1990 rechtstreeks verkozen senator voor het arrondissement Mechelen-Turnhout. In de periode december 1971-oktober 1980 zetelde hij als gevolg van het toen bestaande dubbelmandaat ook in de Cultuurraad voor de Nederlandse Cultuurgemeenschap, die op 7 december 1971 werd geïnstalleerd. Vanaf 21 oktober 1980 tot november 1981, en opnieuw van december 1985 tot november 1990, was hij lid van de Vlaamse Raad, de opvolger van de Cultuurraad en de voorloper van het huidige Vlaams Parlement.